# Горішня Мелна
Горішня Ме́лна (болг. Горна Мелна) — село в Перницькій області Болгарії. Входить до складу общини Трин.

## Населення
За даними перепису населення 2011 року у селі проживали 15 осіб, усі — болгари.
Розподіл населення за віком у 2011 році:
Динаміка населення: